# Championnat du Costa Rica de football 1985-1986
Navigation
Saison précédente Saison suivante
La Primera División 1985-1986 est la soixante-cinquième édition de la première division costaricienne.
Lors de ce tournoi, le CS Herediano a tenté de conserver son titre de champion du Costa Rica face aux onze meilleurs clubs costariciens.
Seulement deux places étaient qualificatives pour la Coupe des champions de la CONCACAF.

## Bilan du tournoi
| Tableau d'Honneur |                      |
| Compétition       | Vainqueur            |
| Primera División  | Municipal Puntarenas |

| Qualifications continentales 1987-1988 |                      |
| Coupe des champions de la CONCACAF     | Qualifiés            |
| Deuxième tour de qualification         | Municipal Puntarenas |
| Premier tour de qualification          | LD Alajuelense       |

| Promotions et relégations   |               |
| Relégué en Segunda División | Inconnu       |
| Promu de Segunda División   | AD Curridabat |